# Ангъс Джоунс
Ангъс Търнър Джоунс (на английски: Angus Turner Jones) е американски актьор. Известен е с участието си в комедийния сериал „Двама мъже и половина“ на CBS.

## Кариера
Дебютната му роля е във филма „Simpatico“ през 1999 г.

### „Двама мъже и половина“
През 2003 г. Джоунс е избран за ролята на Джейк Харпър в сериала „Двама мъже и половина“, 10-годишен, живеещ с разведения си баща и чичо си. Сериалът, макар и понякога критикуван, е успешен и е най-популярният в Съединените щати през по-голямата си част, със средна аудитория от около 15 милиона зрители.
През 2010 г. Джоунс става най-скъпоплатената детска звезда в телевизията на 17-годишна възраст, когато новият му договор с „Двама мъже и половина“ му осигурява по $7.8 милиона през следващите два сезона, възлизащо на $300 000 за всеки от 26-те епизода на сезон.
По време на деветия сезон на сериала, който се излъчва от 2011 до 2012 г., на героя на Джоунс са дадени повече „зрели“ истории. Той е описан като голям пушач на марихуана, както и сексуално активен с две момичета, както и с по-възрастни жени. Последният епизод от сезон 9 разкрива, че Джейк завършва гимназия и се присъединява към армията. На годишния ПалейФест, който се провежда в Лос Анджелис, Калифорния през март 2012 г., Джоунс, който тогава вече е навършил 18 години по време на деветия сезон, заявява, че не е доволен от новите сюжетни линии, казвайки, че е „много неудобно“, тъй като той не е възрастен.
През октомври 2012 г. Джоунс описва подробно новата си религиозна вяра по време на интервю с радиопрограмата „Voice of Prophecy“, спонсорирана от адвентистите от седмия ден.
През ноември 2012 г. Джоунс казва, че е кръстен и вече не иска да участва в „Двама мъже и половина“, наричайки ситкома „мръсотия“ и казвайки, че е в противоречие с религиозните му възгледи. Той също така насърчава хората да спрат да го гледат. Той каза, че е бил „платен лицемер“, защото религиозните му убеждения са в противоречие с работата му като актьор в изразяването на темите за възрастни в сериала. Неговите възгледи привличат вниманието на медиите, след като Джоунс се появява във видеоклип, публикуван в YouTube канала на Forerunner Chronicles, независима организация, ръководена от Кристофър Хъдсън. Джоунс излиза с изявление на следващия ден, за да изясни позицията си.
Скоро след това Църквата на адвентистите от седмия ден в Северна Америка публикува изявление, в което се посочва, че Forerunner Chronicles не е свързана с църквата на адвентистите, и че Хъдсън не е ръкоположен адвентен пастор от седмия ден.
Продуцентите на сериала казват, че не се очаква Джоунс да се върне на снимачната площадка до 2013 г., тъй като неговият персонаж не се появява през последните няколко епизода от сезон 10. CBS обявява през април 2013, че ще бъде понижен до второстепенна роля за сезон 11, но в крайна сметка Джоунс изобщо не се появява по време на сезон 11. Той е заменен в ситкома от Амбър Тамблин. На 18 март 2014 г. Ангъс Джоунс официално обявява напускането си, като заявява, че е бил „платен лицемер“. Въпреки това, той се завръща за финала на сериала през сезон 12, в епизода „Of Course He's Dead“, който е излъчен на 19 февруари 2015 г.

## Бизнес кариера
През 2016 г. Джоунс става част от ръководния екип на „Tonite“ – компания за продукция на мултимедия и събития.

## Благотворителност
На 7 юни 2008 г. Ангъс Джоунс се присъединява към други звезди, включително Дакота Фанинг, Куба Гудинг Джуниър и Вал Килмър, като дава подкрепата си за „First Star Organization“, помагаща на малтретираните и пренебрегвани деца.
През август 2008 г. Джоунс участва в годишния „Rock 'N Roll Fantasy Camp“.
На 4 октомври 2008 г. Джоунс заедно с Меган Мартин, Рей Лиота, Селена Гомес и Шейлийн Удли, присъства на събитие в детската изследователска болница „Сейнт Джуд“ в Мемфис, Тенеси.
През октомври 2009 г. Джон Крайър представя Джоунс за наградата за изгряваща звезда на 2009 г. в „Big Brothers Big Sisters Rising Star“.
Джоунс подкрепя „Be A Star“, организация срещу насилието в училище, на която съоснователи са The Creative Coalition и WWE.